# Harder
«Harder» (с англ. — «Сильнее») ― песня британского диджея Джакса Джонса и американской певицы и автора песен Биби Рексы, выпущенная 12 июля 2019 года. Это девятый сингл с дебютного мини-альбома Джонса Snacks (2018). Музыкальное видео на песню было выпущено 31 июля 2019 года. Песня была выпущена на радио Contemporary hit radio 13 августа 2019 года и провела 14 недель в UK Singles Chart.

## Критика
Джейсон Липшутц из Billboard назвал песню танцевальным поп-опусом и быстрым лучом солнца с жужжащими ритмами.

## Продвижение
9 июля Джонс поделился отрывком песни, спросив фанатов, кто, по их мнению, поет в ней. Он рассказал о сотрудничестве в другом посте 10 июля.

## Видеоклип
Клип на эту песню был выпущен 31 июля и снят режиссёром Софи Мюллер. На видео изображена Биби Рекса в день её свадьбы, она ссорится со своим будущим мужем и смотрит на свадебного певца (Джакса Джонса).

## Трек-лист
| №  | Название | Длительность |
| -- | -------- | ------------ |
| 1. | «Harder» | 2:39         |

| №  | Название                       | Длительность |
| -- | ------------------------------ | ------------ |
| 1. | «Harder» (KC Lights 6AM Remix) | 3:24         |
| 2. | «Harder» (KC Lights Remix)     | 3:54         |

## Чарты
| Чарт(2019)                                 | Высшая позиция |
| ------------------------------------------ | -------------- |
| Бельгия/Фландрия (Ultratip Bubbling Under) | 39             |
| Бельгия/Валлония (Ultratip Bubbling Under) | 10             |
| China Airplay/FL (Billboard)               | 15             |
| Croatia (HRT)                              | 16             |
| Чехия (Rádio — Top 100)                    | 11             |
| Iceland (Tonlist)                          | 39             |
| Ирландия (IRMA)                            | 24             |
| Lithuania (AGATA)                          | 65             |
| New Zealand Hot Singles (RMNZ)             | 31             |
| Польша (Polish Airplay Top 100)            | 2              |
| Шотландия (OCC Scotland)                   | 12             |
| Словакия (Rádio — Top 100)                 | 47             |
| Slovenia (SloTop50)                        | 43             |
| Sweden (Sverigetopplistan)                 | 64             |
| Великобритания (OCC UK Singles)            | 23             |
| США (Billboard Hot Dance/Electronic Songs) | 28             |

| Чарт(2019)                                | Позиция |
| ----------------------------------------- | ------- |
| Poland (ZPAV)                             | 25      |
| US Hot Dance/Electronic Songs (Billboard) | 83      |

## Сертификации
| Регион                                                                      | Сертификация | Продажи |
| --------------------------------------------------------------------------- | ------------ | ------- |
| Австралия (ARIA)                                                            | Золотой      | 35 000  |
| Польша (ZPAV)                                                               | Платиновый   | 50 000  |
| Великобритания (BPI)                                                        | Золотой      | 400 000 |
| Данные о продажах + прослушиваниях приведены только на основе сертификации. |              |         |